# Janvier 1840

## Événements
- Le roi des Zoulous Dingane est battu à la bataille de Magono par Andries Pretorius allié à son demi-frère Mpande.

- 1er janvier, France : instauration définitive du système métrique et abandon des unités de mesure de l'Ancien Régime (rétablies par Napoléon Ier en 1812 après une première abolition le 1er août 1793), en application de la loi du 4 juillet 1837.

- 9 janvier, France : Victor Hugo succède à Honoré de Balzac à la présidence de la Société des gens de lettres.

- 14 janvier, France : les gardes nationaux parisiens manifestent pour obtenir le droit de vote. Les pétitions qui circulent en leur faveur rassemblent près de 190 000 signatures.

- 15 janvier : le général Thomas-Robert Bugeaud pose la question de la politique française en Algérie devant la Chambre : l'alternative est selon lui l'évacuation immédiate ou l'occupation totale.

- 19 janvier : Austin devient la capitale du Texas.

- 19 janvier : l'explorateur français Jules Dumont d'Urville découvre, sur le continent Antarctique, ce qui se nommera « terre Adélie ».

- 31 janvier : Auguste Blanqui est condamné à mort par la Cour des pairs. Condamnation commuée en raison du précédent de Armand Barbès.

## Naissances
- 10 janvier : Louis-Nazaire Bégin, cardinal canadien, archevêque de Québec († 18 juillet 1925).
- 17 janvier : Lorenzo Delleani, peintre italien († 15 novembre 1908).
- 18 janvier : Emmanuel de Crussol d'Uzès, 12e duc d'Uzès († 28 novembre 1878).
- 23 janvier :
  - Xavier Neujean, homme politique belge († 26 janvier 1914)
  - Ernst Abbe (mort en 1905), physicien allemand.

## Décès

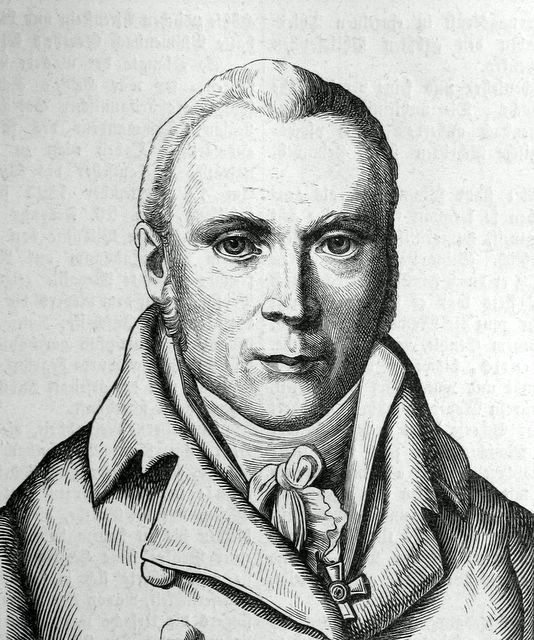
Johann Friedrich Blumenbach

- 22 janvier : Johann Friedrich Blumenbach, (né en 1752), anthropologue et biologiste allemand.